# Scorbut
 Mise en garde médicale
Le scorbut (prononcé : /skɔʁbyt/ ; au Canada : /skɔʁby/) est une maladie due à une carence en vitamine C (acide ascorbique) qui se traduit chez l'être humain, dans les formes les plus graves, par un déchaussement des dents et la purulence des gencives, des hémorragies, puis finalement la mort.
Le scorbut a été mis en évidence à la Renaissance, lors des premières explorations maritimes mondiales. Il a sévi sur terre et sur mer jusqu'au XIXe siècle. Il fallut attendre les années 1930 pour le voir pleinement reconnu comme une maladie de carence alimentaire.
Dans sa forme historique, le scorbut a presque disparu dans les pays industrialisés. Il reste d'actualité dans les populations précaires, et dans des pays en développement frappés par la guerre ou la famine (camp de réfugiés sans aide alimentaire). En février 2024, The Lancet publiait une étude montrant que près de 900 enfants et adolescents ont été en France hospitalisés pour scorbut ou manque grave de vitamine C lié à une malnutrition, de janvier 2015 à novembre 2023, avec une incidence accrue de la maladie corrélée à la hausse de l'indice des prix à la consommation.

## Étymologie
En français, les termes scurbut puis scorbut apparaissent en 1604 et 1610, à partir du terme latin médical scorbutus créé en 1541.
Scorbutus est la latinisation de termes vulgaires se trouvant dans des langues médiévales d'Europe du Nord : du moyen néerlandais scorbut ou scheurbuik, de l'ancien suédois skorbjub, du danois scorbuck, termes dont l'origine serait dans le norrois (vieil islandais) skyrbjugr.
Pour la signification, il existe deux hypothèses : celle qui explique skyrbjugr par « œdème (bjugr) provenant du lait caillé (skyr) », et scheurbuik par « briser, déchirer (schoren) le ventre (bük) ».
Durant le commerce des esclaves, le scorbut a été appelé « mal de Luanda ». On l'a surnommé aussi « peste de mer » ou « mal de terre ».

## Épidémiologie
Pour l'épidémiologie historique, voir la section Histoire de la maladie.
Vers la fin du XXe siècle, le scorbut, dans sa forme historique, devient très rare dans les pays développés, si rare que des cas isolés de scorbut méritent d'être publiés dans la presse médicale. Aux États-Unis, il s'agit le plus souvent d'adolescents ayant un régime alimentaire exclusif aberrant : beignets et café noir, ou sandwich au beurre de cacahuètes. 
Il n'a pas totalement disparu et reste d'actualité, car un déficit en vitamine C (pré-scorbut) peut apparaître lorsque les conditions socio-économiques ne permettent plus une alimentation variée et équilibrée. Chez les adultes, cela peut être le cas de certaines personnes vivant seules et souffrant d'alcoolisme, des personnes âgées isolées, des personnes sans domicile fixe. Un état « pré-scorbutique » est aussi favorisé par le tabagisme, les troubles psychiatriques, des pathologies digestives (troubles de l'absorption intestinale), cancer ou sida. Tout ce qui diminue les apports ou augmente les besoins (croissance, grossesse, allaitement…).
En France et en Australie des cas sont encore signalés dans les années 2010,, cas liés à de mauvaises habitudes alimentaires,, comme les consommateurs de « junk food » ou malbouffe et les mangeurs difficiles surtout chez l'enfant. Depuis le début du XXIe siècle une résurgence de scorbut infantile s'observe dans les pays développés, notamment chez les enfants en bonne santé par ailleurs, mais issus de milieux socio-économiques défavorisés n'ayant pas accès à une alimentation saine et équilibrée. Aux États-Unis, une étude portant sur la période 2016-2020 indique que l'incidence du scorbut infantile a triplé, de 8,2 cas pour cent mille en 2016 à 26,7 cas en 2020, les enfants les plus à risques étant les garçons issus de familles à bas revenu, obèses et atteints d'un trouble du spectre de l'autisme. En France, une étude portant sur la période 2015-2023, chez 888 enfants (moins de 18 ans) hospitalisés pour scorbut ou malnutrition, indique une incidence de scorbut accrue de près de 30 %, lors de la période post-covid-19, liée à l'instabilité socio-économique et l'inflation des prix alimentaires. En février 2024, The Lancet publiait une étude montrant que 888 enfants et adolescents (48,5 % étaient des garçons) ont été en France hospitalisés pour scorbut et malnutrition (ou manque grave de vitamine C lié à une malnutrition), de janvier 2015 à novembre 2023, avec une incidence accrue de la maladie corrélée à la hausse de l'indice des prix à la consommation, soulignant selon les auteurs le besoin urgent d'un soutien nutritionnel ciblé pour les personnes à risque. Les auteurs ont précisé que le scorbut était dans tous ces cas la principale raison d'hospitalisation, que leurs chiffres ne prennent pas en compte comprend les cas détectés en ambulatoires ou les services d’urgence ; et que la courte durée d'hospitalisation observée (médiane de 4 jours, moyenne de 11 jours) plaide pour le scorbut (pour lequel une amélioration rapide suit généralement une supplémentation en vitamine C).
Dans les pays en développement et en zone de guerre, le scorbut peut devenir un problème de santé publique, notamment dans les camps de réfugiés : comme les réfugiés éthiopiens au Soudan et en Somalie en 1989 (l'incidence du scorbut dans la population de 6 camps variait de 14 à 44 %). Ailleurs les cas de scorbut sont peu signalés, soit car les produits frais sont assez disponibles, ou à cause d'un système de santé insuffisant pour les détecter.
Le scorbut est aussi présent lors de famine (sécheresse des pays chauds, ou hivers longs des pays froids).

## Physiopathologie
La plupart des vertébrés produisent eux-mêmes de la vitamine C, principalement au niveau du foie. Ce n'est pas le cas de l'homme et des grands singes hominoïdes, du cochon d'inde, et d'une espèce de chauve souris. Les réserves de vitamine C dépendent alors uniquement des apports alimentaires, sous peine de dégénérescences articulaires et gingivales graves.
En absence de vitamine C, la formation du collagène est entravée. Le collagène est une glycoprotéine, composant essentiel du tissu conjonctif. Cette maladie du collagène représente la principale lésion biochimique du scorbut. De plus, la vitamine C est indispensable à de nombreuses réactions biochimiques dans l'organisme.

### Causes biochimiques

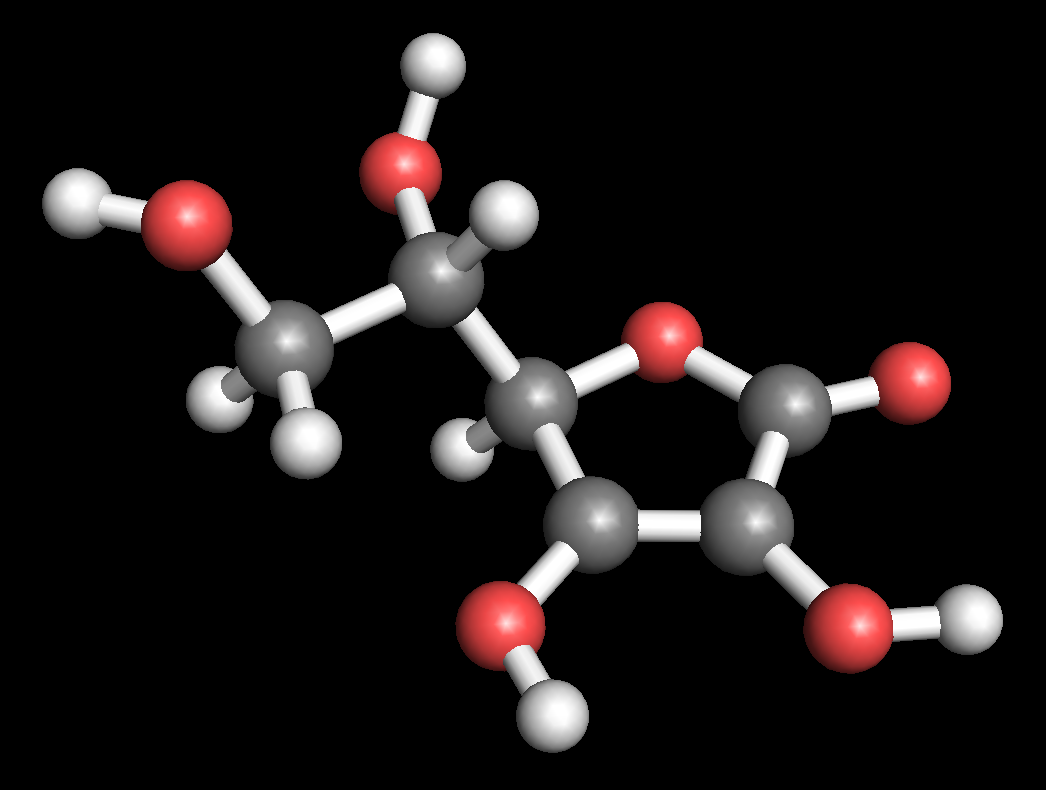
modèle en 3 D d'une molécule d'acide ascorbique (vitamine C).

Le collagène est une protéine très stable en forme de fibre, dont la stabilité est assurée en grande partie par une enzyme (proline hydroxylase) qui hydroxyle les prolines (constituantes du collagène) en hydroxyproline. Cette enzyme est une métalloprotéine qui utilise un ion de fer sous forme Fe2+.
La vitamine C participe au maintien de l'ion fer sous sa forme réduite Fe2+, en l'empêchant de s'oxyder (propriété antioxydante, ou réductrice), assurant le bon fonctionnement de l'enzyme (on appelle cela un cofacteur enzymatique). Lorsque la vitamine C vient à manquer, les ions ferreux de la proline hydroxylase s'oxydent en Fe3+ et rendent l'enzyme inactive. Ainsi les hélices de collagènes s'appauvrissent en hydroxyproline, ce qui lui fait perdre en stabilité et ce qui fragilise tous les tissus.
De plus, l'action antioxydante de la vitamine C ne s'arrête pas qu'au cation fer : lors des hydroxylations des groupements proline et surtout lysine du collagène par attaque d'une molécule de dioxygène, un atome d'oxygène est utilisé pour l'hydroxylation d'un acide aminé, mais l'autre atome est présent sous forme de radical libre O. Celui-ci étant un puissant oxydant, il fragilise les capillaires dont ceux des gencives (le tissu gingival est richement vascularisé tout en étant exposé), d'où la manifestation du scorbut. Par conséquent, la libération de deux atomes d'hydrogène par l'acide ascorbique va inhiber l'attaque oxydante du radical, selon la réaction suivante : 2 H + O → H2O et protéger ainsi les dégâts de ces radicaux sur les tissus.

### Conséquences
La carence expérimentale du cobaye, comme le scorbut de l'homme, entraîne des troubles dentaires et osseux, une fragilisation des parois des vaisseaux, un retard de cicatrisation au niveau des plaies.
D'autre part des troubles métaboliques et endocriniens peuvent apparaître : en rapport avec les hormones des surrénales (sensibilité au stress ; chez le cobaye, stérilité ou avortement), troubles de l'absorption du fer et des graisses, oxydation exagérée de la mélanine avec pigmentation des gencives, retentissement sur les autres vitamines (vers des carences vitaminiques associées).
Enfin la carence en vitamine C induit une moindre résistance aux infections (aggravation de la tuberculose chez le cobaye), comme une moindre résistance au froid.

## Manifestations cliniques
Elles apparaissent après 1 à 3 mois de carence absolue en acide ascorbique, quand sa teneur totale dans l'organisme est inférieure à 300 mg et l'ascorbémie (taux d'acide ascorbique dans le sang) est inférieur à 2 mg/l.

### Phase de début
Le scorbut se manifeste initialement par de la fatigue, une perte d'appétit (anorexie) et un amaigrissement. Cette fatigue s'accompagne de douleurs musculaires diffuses, et articulaires touchant principalement la hanche et le genou.
L'examen peut montrer une pâleur de la peau et des muqueuses (début d'anémie) et des œdèmes discrets des chevilles.
La fatigue devient rapidement intense au point que, dans les siècles passés, les marins n'étaient plus capables de manœuvrer les voiles. De nombreux naufrages furent la conséquence d'un scorbut marin.

### Phase d'état
Les troubles précédents s'aggravent. La phase d'état finit par associer de façon caractéristique une gingivite, un syndrome hémorragique, et des troubles cutanés et des phanères (poils, ongles et cheveux).

#### Gingivite
Les gencives sont d'abord rouges et gonflées, puis violacées et saignotantes et enfin ulcérées et surinfectées. Les dents deviennent mobiles, se déchaussent et tombent.
Cette gingivite hypertrophique hémorragique n'est pas toujours présente ; elle est absente chez le sujet déjà édenté (nourrisson ou personne âgée), et elle est d'autant plus intense que la dentition était déjà en mauvais état.

#### Syndrome hémorragique

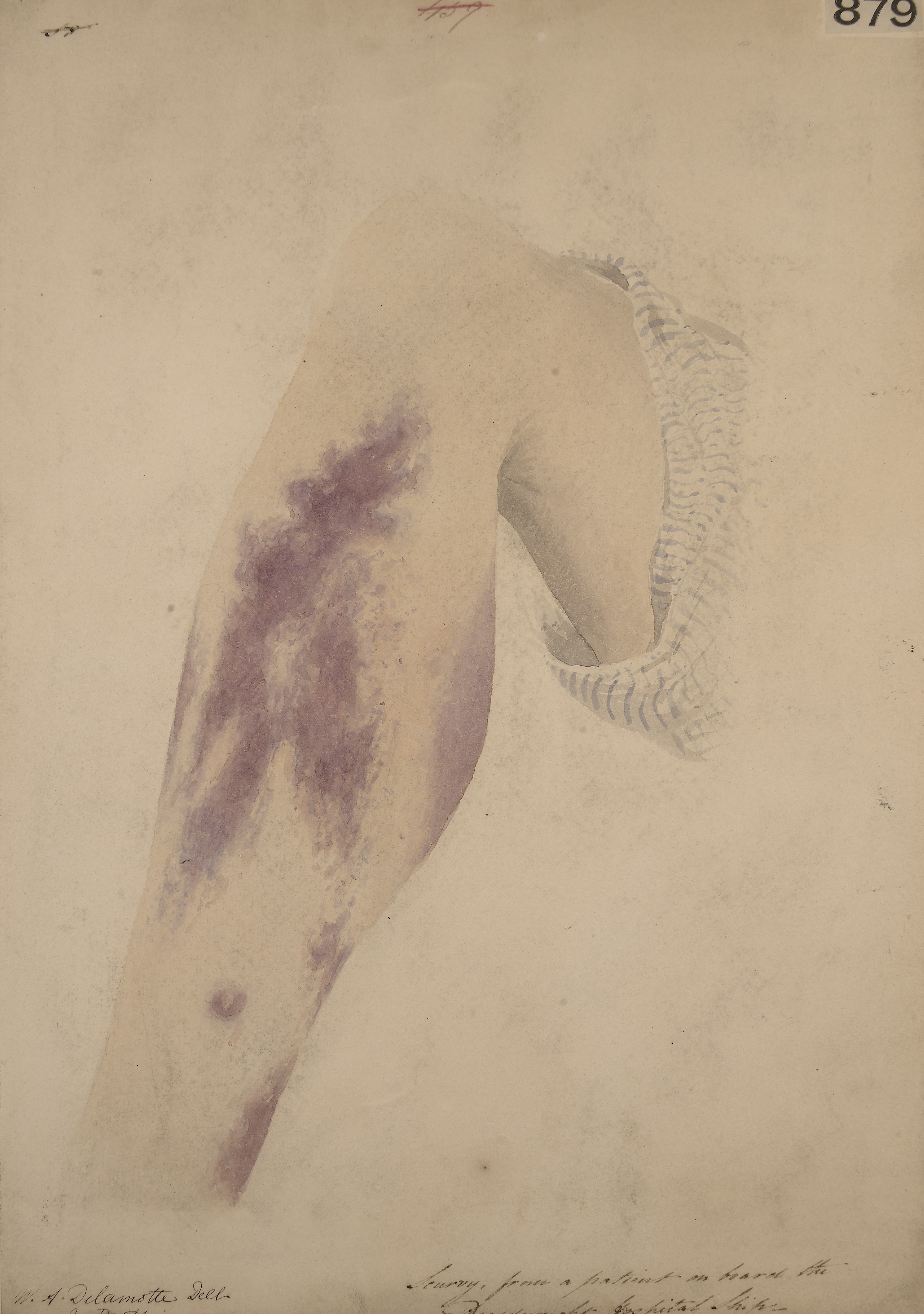
Ecchymoses sur la jambe, dues au scorbut. Dessin réalisé d'après un malade d'un navire-hôpital dans les années 1840.

Les hémorragies sont d'abord cutanées, sous la forme d'un purpura fait de pétéchies centrées sur les follicules pileux. Elles s'étendent ensuite en nappes formant des ecchymoses.
Ces hémorragies cutanées peuvent s'accompagner d'hémorragie dans les articulations (hémarthrose), dans les muscles et les gaines des nerfs (hématomes profonds donnant des « paralysies douloureuses »), dans les os en croissance (scorbut du petit enfant).
Au complet, toute hémorragie extériorisée peut se voir : saignement de nez (épistaxis), oculaire, digestive, génitale...

#### Syndrome cutané
La peau devient sèche et épaisse (hyperkératose) jusqu'à l'ichtyose pigmentée (peau écailleuse bronzée). Le malade perd ses cheveux (alopécie), les cheveux restants s'enroulent sur eux-mêmes en « tire-bouchon ». Un syndrome sec peut survenir (absence de salive avec hypertrophie des parotides).
Les plaies ne cicatrisent pas.

### Phase terminale
Sans traitement, tous les troubles s'aggravent et se conjuguent jusqu'à la cachexie et à la mort : incapables de se tenir debout, les sujets atteints meurent d'épuisement, d'hémorragie viscérale, d'une complication infectieuse le plus souvent respiratoire, d'une atteinte cardiaque avec mort subite.

## Signes biologiques
Le scorbut s'accompagne d'une anémie liée à plusieurs causes : hémorragies, hémolyse intravasculaire, et surtout à des carences associées (fer, folates...). Cette anémie est hypochrome, normo- ou macrocytaire (globules rouges contenant moins d'hémoglobine, de taille normale ou augmentée).
D'autres troubles résultent d'une dénutrition globale : chute des globules blancs (leucopénie), du taux sanguin d'albumine et de cholestérol.
Le diagnostic est affirmé par l'ascorbémie (taux d'acide ascorbique dans le sang). En principe, le scorbut apparaît lorsque ce taux est inférieur à 2 mg/L, les valeurs normales étant de 5 à 16 mg/L (28 à 91 μmol/L). Ces valeurs sont à interpréter selon le contexte.
La meilleure confirmation du diagnostic est la disparition des symptômes après traitement par vitamine C.

## Maladie de Barlow

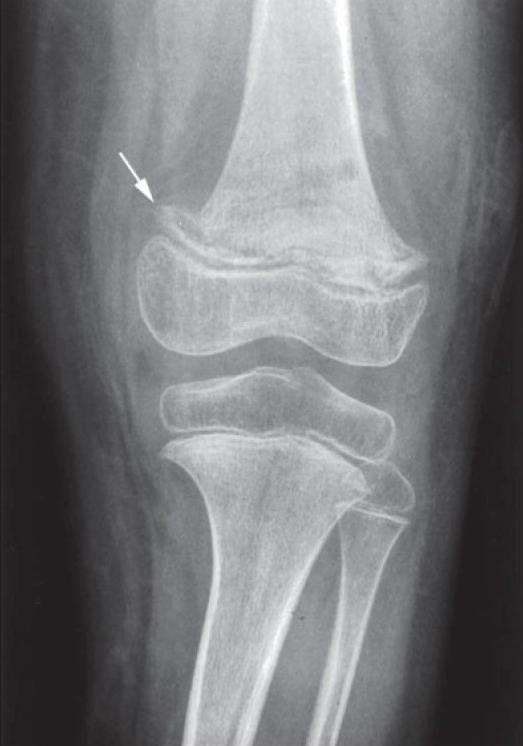
Radiographie d'un genou scorbutique. La flèche indique le départ d'une « ligne scorbutique » : bande très dense séparée de la diaphyse par une étroite zone claire non homogène.

Il s'agit d'un scorbut infantile (nourrisson ou petit enfant) décrit par le médecin anglais Thomas Barlow (1er baronnet) (1845-1945) qui distingue cette maladie du rachitisme en 1883. Ce scorbut survient dans les couches sociales aisées. La maladie est due à l'abandon de l'allaitement maternel pour les premiers laits industriels (lait de vache bouilli) dépourvus de vitamine C (détruite par les processus de chauffage). La « maladie de Barlow » sera éliminée par l'ajout de jus d'orange dans le biberon.
Normalement, le nouveau-né présente une ascorbémie supérieure à celle de sa mère, en disposant d'une réserve relative de vitamine C, maintenue par l'allaitement maternel. Chez le nourrisson exclusivement nourri aux premiers laits de conserve, la maladie apparaît après le 6e mois (parfois plus tôt ou seulement dans la 2e année).
Elle débute par une perte d'appétit, un arrêt de la prise de poids, une pâleur, suivis d'un syndrome douloureux des membres entraînant agitation, cris et insomnie (pleurs à la mobilisation des membres). Les signes osseux sont au premier plan : à la palpation douce, on trouve des tuméfactions osseuses, surtout au niveau du fémur ou des articulations chondrosternales (entre le sternum et les côtes, parfois appelées le « rosaire scorbutique »). La gingivite n'apparaît qu'avec les premières poussées dentaires.
Les douleurs osseuses sont liées aux hémorragies sous-périostées. La radiographie peut montrer les troubles du périoste (hématomes sous-périostés) et de la structure osseuse (ostéoporose avec aspect en « verre pilé », la « ligne scorbutique » séparant la diaphyse des extrémités, élargissement de l'extrémité antérieure des côtes...).
Non traitée, l'évolution se poursuit comme celle du scorbut chez l'adulte. Le scorbut infantile est rapidement curable par la prise de vitamine C, les lésions osseuses guérissent sans laisser de séquelles (contrairement au rachitisme).

## Traitement

### Curatif
Le traitement d'un scorbut déclaré consiste en 1 g de vitamine C par jour (chez l'adulte), réparti en plusieurs prises quotidiennes car l'absorption intestinale et l'élimination rénale sont saturables à partir de 100 mg d'apport.
La durée du traitement est de l'ordre de 15 jours, il se fait par voie orale (ou parentérale en cas de maladie par malabsorption). Le syndrome hémorragique disparaît en 48 heures, et l'amélioration globale se fait en 15 jours.
L'abandon d'un éventuel régime aberrant et la reprise d'une alimentation normale sont nécessaires. 

### Préventif
La prévention se fait par une alimentation saine et riche en fruits et légumes frais. Pour la seule prévention du scorbut, 10 mg par jour de vitamine C suffisent. Les recommandations actuelles (150 à 200 mg par jour) correspondent à la prévention d'autres risques de santé par insuffisance de vitamine C. Elles peuvent varier selon les pays, l'âge et la situation du sujet (par exemple de 50 mg par jour pour un nourrisson jusqu'à 2 g par jour pour un patient en réanimation sous nutrition parentérale).
Les teneurs en vitamine C indiqués par les tables alimentaires sont celles de l'aliment cru et frais. Il faut tenir compte du fait que la vitamine C peut se dégrader plus ou moins rapidement selon les conditions de conservation, de stockage, et selon le mode de cuisson.

## Histoire de la maladie
D'un point de vue logique, le scorbut est devenu possible lorsque les primates hominoïdes ont perdu leur capacité de synthèse de vitamine C à partir des glucides (perte de gènes des enzymes permettant cette biosynthèse). Cette perte n'a pu survenir que dans un environnement favorable permettant un apport alimentaire régulier de vitamine C (fruits et légumes, viande fraiche crue...), le scorbut pouvant apparaître à l'occasion d'un changement de milieu : saison, climat, mode de vie... conditionnant les ressources alimentaires disponibles.

### Antiquité et Moyen Âge
Il est probable que le scorbut existât dans l'Antiquité, notamment durant les guerres de siège, mais on ne peut prétendre que la maladie fût reconnue des médecins en portant un nom. Les passages de textes antiques attribués au scorbut (Hippocrate, Pline...) sont des interprétations anciennes, douteuses ou discutées par les historiens modernes (toute atteinte de la bouche avec puanteur n'est pas forcément un scorbut). On ne connaît pas d'exemple paléopathologique de scorbut antérieur au Moyen Âge.
Les études publiées des cas les plus anciens portent sur des squelettes médiévaux scandinaves, et des corps inhumés lors du siège d'Anvers (1584-1585). Le diagnostic est considéré comme très probable devant des hématomes sous-périostés calcifiés, et des racines dentaires noircies par hémorragie.
Cette relative rareté dans l'antiquité s'expliquerait par le fait que, même en période de famine, les végétaux riches en vitamine C ne manquaient pas aux bords de la Méditerranée, et que la navigation restait de cabotage ou de courte durée. À l'intérieur des terres, le scorbut devait être plus probable : une mention de scorbut reste possible dans un texte de Mésopotamie, qui a été rapproché d'un passage du Livre des Lamentations.
Au Moyen Âge, des descriptions probables de scorbut se trouvent dans les textes de Jacques de Vitry et Jean de Joinville, chroniqueurs des croisades du XIIIe siècle. Ainsi, le roi de France Louis IX (Saint-Louis) pourrait ne pas être mort de la peste comme il est couramment admis dans les livres d'histoire, mais du scorbut, selon le médecin légiste et paléoanthropologue Philippe Charlier dans un communiqué en date du 18 juin 2019. (Le chercheur a exposé sa thèse dans un article publié dans le Journal of Stomatology, Oral and Maxillofacial Surgery.)

### Renaissance auXVIIIesiècle
Le scorbut apparaît en pleine lumière à la Renaissance. Historiquement, l'émergence du scorbut relève autant de la technologie que de la nutrition. Une nouvelle technologie permet de construire des navires capables de navigation au long cours (apparition de la caravelle). Des voyages de plusieurs mois deviennent possibles, avec des navires de plus en plus grands (jusqu'à des équipages de 500 hommes et plus au XVIIIe siècle).

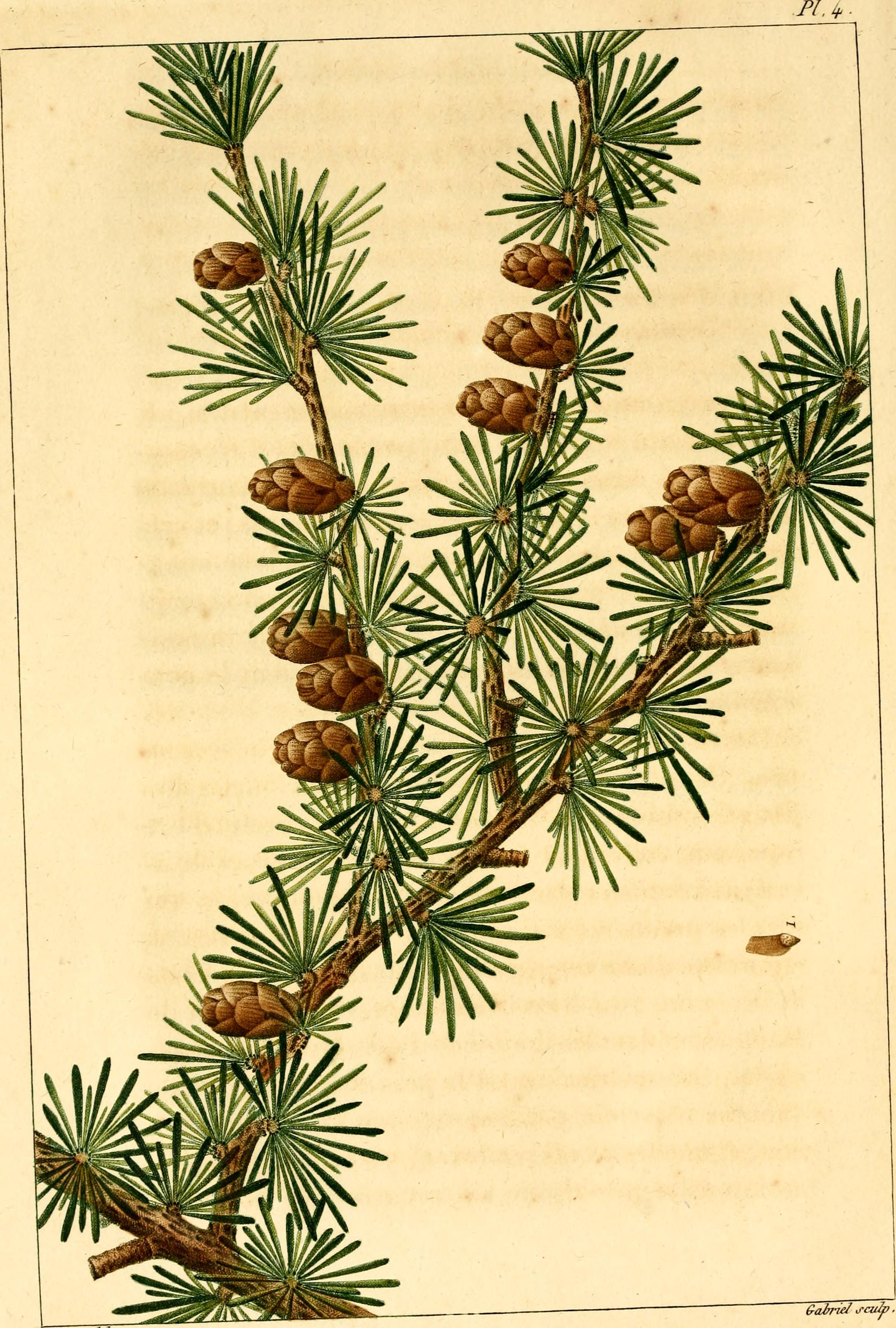
L'image correspond à Larix laricina et non Thuya occidentalis, 1812.

#### Explorations et commerce
Les premières descriptions claires de la maladie nommée en latin scorbutus ou scorbuto, en français scorbut, en anglais scurvy, apparaissent donc dès le XVe siècle, elle est reconnue comme nouvelle et fréquente par les chirurgiens de marine. En ce sens, le scorbut peut être regardé comme la première maladie professionnelle identifiée. Le scorbut s'est manifesté en mer à partir de douze semaines (1497, Vasco de Gama), quinze semaines (1519, Magellan) : le premier perd en onze mois 120 marins sur 160, le second perd en trois ans 247 marins sur 265 en grande partie à cause du scorbut. Selon la chronique de Pigafetta, lors de la recherche du détroit de Magellan en Patagonie, Magellan perd 19 marins et une trentaine tombent malades.
Entre le 14 décembre 1535 et le 15 avril 1536, lors de la seconde expédition de Jacques Cartier au Canada, vingt-cinq des cent dix hommes d'équipage succombent à la maladie. Un jour, Cartier rencontre Domagaya, fils du chef nadouek-iroquoien Donnacona, qui semble touché par la mystérieuse maladie. Quelques jours plus tard, il le revoit, mais cette fois en parfaite santé. Il l'interroge et celui-ci lui parle d'un arbre nommé annedda (possiblement le thuya occidentalis) : « Il fallait piler l'écorce et les feuilles dudit bois, et mettre le tout bouillir en eau. » Les marins retrouvent rapidement leurs forces grâce à ce breuvage. On lit aussi qu'il se serait plutôt agi d'une infusion d'aiguilles et d'écorce de pin,. On en fait maintenant un médicament, le pycnogénol, ou de feuilles et d'écorce pilées du cèdre blanc, riche en vitamine C,.

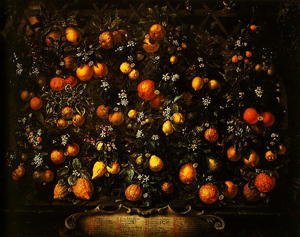
Agrumes
Bartolomeo Bimbi (1648-1730)

 Les premiers observateurs notent que l'état des malades s'améliore rapidement lors des escales, lorsque les produits frais sont disponibles, en particulier les fruits du genre citrus (citron, orange, pamplemousse, etc.). En 1604, l'explorateur François Martin mentionne, dans sa Description du premier voyage fait aux Indes orientales, qu'« il n'y a rien meilleur pour se préserver de cette maladie que de prendre souvent du jus de citron ou d'orange, ou manger souvent du fruit, ou bien faudra faire provision des sirops de limon, d'oseille, d'épine-vinette, d'une herbe appelée coclearia, qui semble porter en soi le vrai antidote, et en user souvent ».
À la même époque, dans ses Observations..., le navigateur Richard Hawkins prétend qu'en vingt ans de mer, il a pu voir près de dix mille cas de scorbut.
Si la prévention du scorbut est reconnue de façon empirique, le scorbut maritime persiste. Pour expliquer cela, les historiens évoquent les problèmes logistiques et techniques d'approvisionnement de navires toujours plus grands et plus nombreux. Les grandes flottes marchandes européennes sont celles de l'Europe du Nord, les meilleurs fruits sont dans le Sud et se conservent mal. Les tentatives d'en préserver le jus diminuent leur efficacité.
La Compagnie néerlandaise des Indes orientales cherche à résoudre le problème par des plantations à Sainte-Hélène et à l'île Maurice. En 1661, le cap de Bonne-Espérance est signalé comme portant près de mille citronniers. Des essais de jardins de bord sont même tentés. Dans le courant du XVIIe siècle, la navigation marchande réduit la gravité du scorbut des équipages, grâce à la régularité des lignes commerciales et des escales préétablies.
Grâce à cela, et aux fruits et légumes embarqués, Marion Dufresne (1724-1772) ou Surville (1717-1770) purent explorer la Nouvelle-Zélande, à la suite de James Cook. Cependant, en ce qui concerne l'exploration du Pacifique, les historiens donnent une importance déterminante à l'invention du chronomètre de marine permettant de calculer la longitude avec plus de précision,.

#### Mondialisation de la guerre navale
Il en va autrement pour les flottes de guerre des grandes puissances européennes. Le contrôle mondial des mers prend le pas sur la défense côtière. La guerre maritime se livre désormais sur de très longues distances, et des longues durées (guerre de blocus) avec de très grands navires chargés d'infanterie de marine. Dans ces conditions et à cette échelle, l'approvisionnement en fruits ne peut guère suivre.

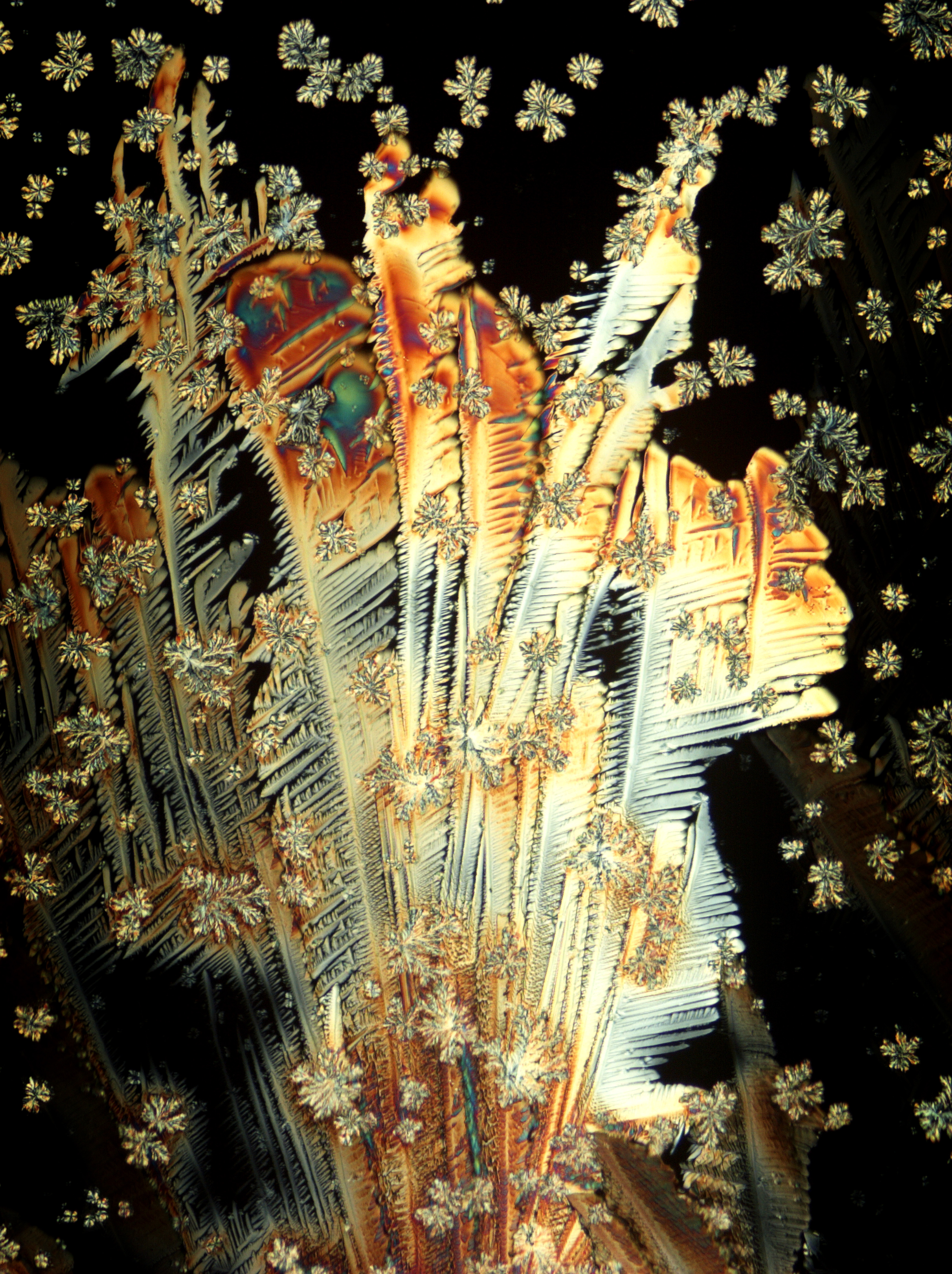
Micro-cristaux de vitamine C (microscopie en lumière polarisée) 250x.

En 1747, à bord du HMS Salisbury, James Lind réalise une expérience montrant que les oranges et les citrons guérissent le scorbut ; c'est le premier essai clinique. Il a divisé les malades en trois groupes : ceux qui prennent les fruits frais, ceux qui prennent du cidre, et ceux qui prennent d'autres remèdes de l'époque. Le premier groupe s'améliore rapidement, suivi par le second, alors que le troisième ne s'améliore pas. Il publie ces résultats en 1754 dans son Traité du scorbut. Les historiens discutent de la valeur de cette expérience, car on ne trouve pas de vitamine C dans le cidre moderne, mais selon la fabrication traditionnelle, le cidre du XVIIIe siècle aurait pu en contenir (cidre du Devon).
Les résultats de Lind n'ont pas été confirmés à son époque, car Lind lui-même n'a pu reproduire son expérience. En choisissant par la suite de concentrer le jus de citron par chauffage et transformation en sirop pour un meilleur stockage, il détruisait sans le savoir de la vitamine C.
En 1766, l'Anglais Samuel Wallis est l'un des premiers à mettre en pratique les idées de Lind à bord du HMS Dolphin en embarquant à son bord des aliments d'origine végétale et des agrumes. En 1786, Thomas Trotter publia ses Observations on Scurvy, issues de son voyage en tant que médecin à bord du navire négrier Brooks en 1783-1784, et du fait que l'ingestion de citrons verts ou de goyaves vertes avaient guéri des esclaves du scorbut. Son ouvrage fut réédité en 1792.
En 1795, le chirurgien naval Gilbert Blane (en), administrateur de la Royal Navy, réforme entièrement l'hygiène navale. Il réglemente une ration quotidienne de jus de citron pour chaque marin, : trois-quarts d'once (environ 21 ml), additionné de 10 % d'alcool. Cette boisson restera un secret militaire jusqu'en 1840. Elle sera disponible pour la marine marchande britannique, de façon officielle, en 1844. Là aussi, sans le savoir, Blane provoquait la cristallisation de l'acide ascorbique en présence d'alcool, ce qui assurait une conservation efficace.
1805 : l'invention par Nicolas Appert de la conserve alimentaire (appertisation) permit une alimentation équilibrée et donc vitaminée aux marins[réf. à confirmer].

### Influence du scorbut sur les puissances maritimes
Les vivres embarquées sur les navires européens du XVe au XVIIIe siècle étaient essentiellement des salaisons, des légumes secs et des biscuits pour des raisons liées à la conservation des aliments. Or ceux-ci ne contenant pas de vitamine C, il en a résulté des cas de scorbut lors de nombreuses expéditions au long cours (plus de six semaines à plus de trois mois en mer, selon l'état nutritionnel individuel au départ). Ainsi 60 % de l'équipage de Vasco de Gama fut touché par le scorbut lors de son premier voyage aux Indes. Certaines puissances avaient adopté, de façon empirique, des aliments contenant de la vitamine C pour les rations des marins ; ce fut le cas des Hollandais qui embarquaient de la choucroute (choux Brassica oleacera) dans les voyages pour Java.
Les historiens considèrent que les deux principales causes de mortalité en mer, durant l'époque classique, sont le scorbut et le typhus. La mortalité liée au scorbut maritime a été estimée à plus d'un million de victimes entre 1600 et 1800. Pour la seule marine marchande française (1750-1800), une campagne en droite ligne aux Antilles se solde par une mortalité globale (toutes causes confondues) de 5 %. Sur les routes vers l'Extrême-Orient, le taux de mortalité est de 50 % au XVIe siècle, et chute à 20 % en deux siècles.

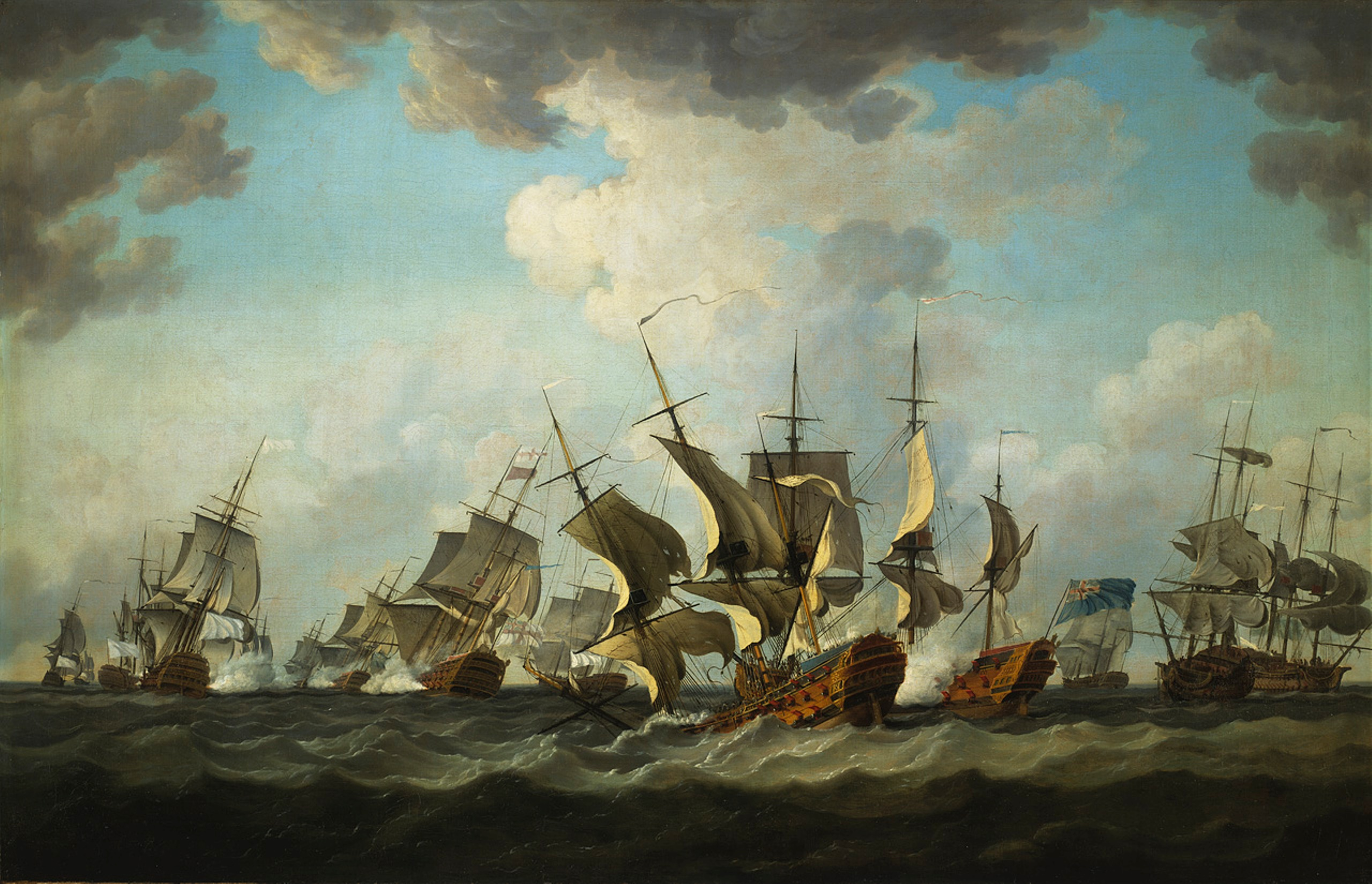
Bataille navale de Quiberon en 1759, par Richard Paton (1707-1791).

La mortalité est encore plus élevée à bord des navires de guerre (entassement de marins et de soldats, navigation interminable, séjours en rade, croisière de blocus...). À l'époque élisabéthaine, la marine britannique enregistre des hécatombes (les dix mille morts par scorbut, indiqués par Hawkins, seraient en dessous de la vérité). Sous Louis XIV, la mortalité reste relativement faible. Le siècle le plus tragique est le XVIIIe siècle, les guerres navales prenant une ampleur mondiale : la Royal Navy perd, à elle seule, 75 000 hommes par maladie (scorbut, typhus...) au cours de la guerre de Sept Ans.
En adoptant, de façon réglementaire, des rations alimentaires antiscorbutiques pour la Royal Navy, l'Angleterre fut la première puissance maritime à éliminer le scorbut, et ce en deux ans (1795-1797). La flotte britannique dispose ainsi d'un avantage non négligeable sur les puissances concurrentes au début du XIXe siècle, notamment contre la flotte française en Méditerranée. Cet avantage s'est traduit par des victoires navales comme celle de Trafalgar, ou par la colonisation de l'Australie et de la Nouvelle-Zélande.
Sans cette nouvelle hygiène navale (contrôle du typhus et élimination du scorbut), la Royal Navy n'aurait pu maintenir 500 navires en opérations avec 140 000 hommes d'équipage, en exerçant une pression victorieuse sur les côtes européennes (1795-1820).

### XIXeetXXesiècles

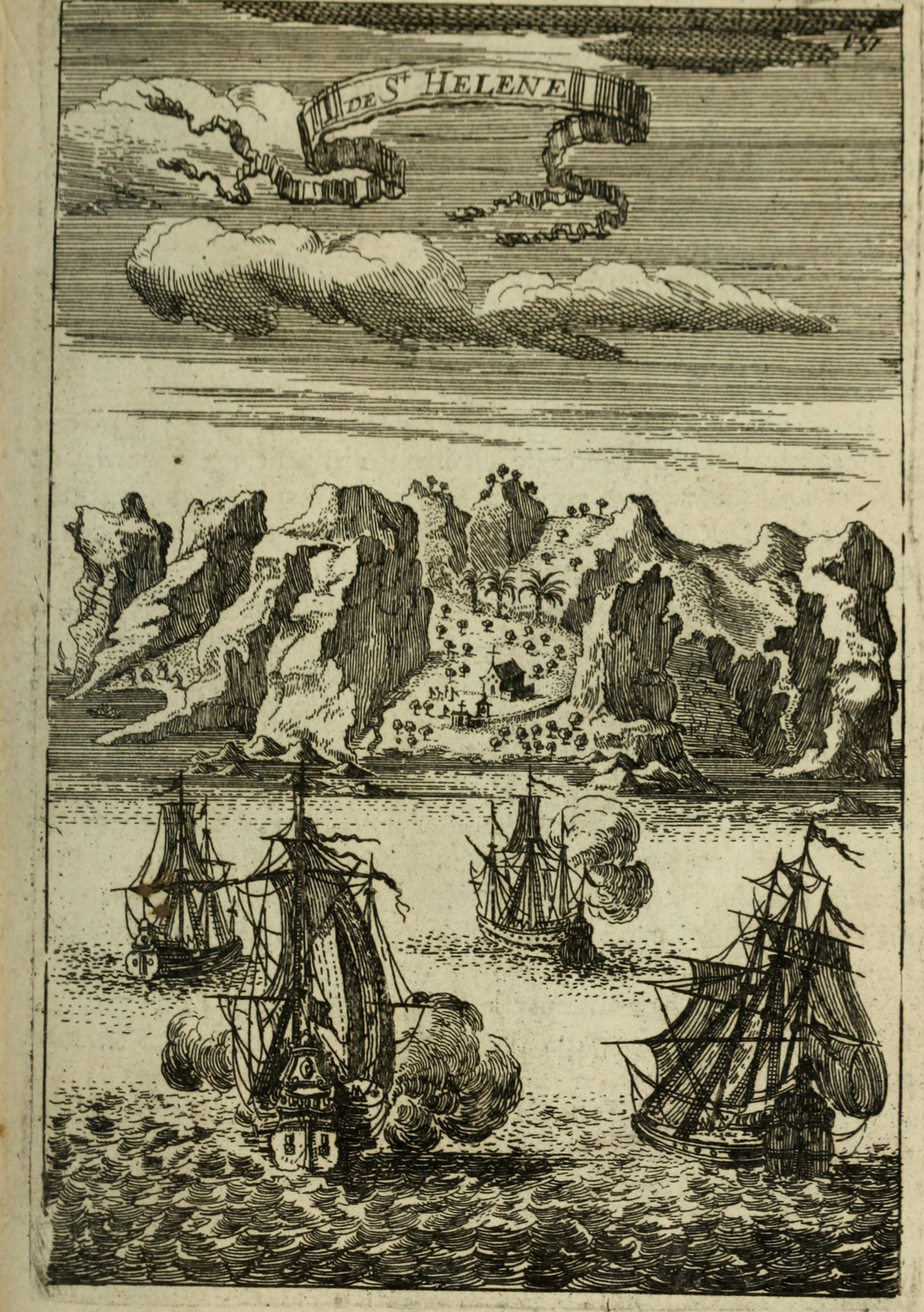
Description du scorbut en 1683 : « Le Scorbut est un mal qui prend souvent en Mer, principalement dans les voyages de long cours : on lappelle mal de Terre, à cause que la Terre est le seul remède pour le guérir quand il nest pas beaucoup invétéré. Il sengendre par les alimens que lon prend en Mer », in Description de l'Univers, Alain Maneson Mallet.

L'importance du scorbut se réduit à partir du XIXe siècle, d'autant que la plus grande vitesse des navires à vapeur réduit le temps de séjour en mer. Cependant, des cas de « scorbut terrestre » sont signalés dans des communautés plus ou moins fermées, comme les prisons, les hôpitaux, les ateliers. Ces « épidémies » sont en général traitées efficacement par un régime alimentaire à base de fruits et légumes frais, ou plus souvent de pomme de terre.
Mais cela n'est pas toujours possible. Ainsi la grande famine en Irlande qui a suivi la perte de la récolte de pomme de terre en 1845-1846 s'est accompagnée d'une épidémie de scorbut. Malgré une importation de maïs qui a mis fin à la famine, le scorbut a persisté. La pomme de terre a joué un rôle important contre le scorbut durant le XIXe siècle. Sa teneur en vitamine C est médiocre, mais elle pouvait être consommée en grande quantité, en se conservant facilement, notamment l'hiver ; de plus lors de la cuisson, la vitamine C est relativement protégée par la masse du tubercule.
L'efficacité de la pomme de terre contre le scorbut maritime aurait été remarquée en premier par les baleiniers américains, un moyen qui est aussi adopté par les voiliers marchands français. La dernière perte d'un navire français par scorbut eut lieu en 1915. Ce fut le naufrage aux Açores du cap-hornier Bidart, un grand voilier en fer, qui n'avait pas reconstitué en Nouvelle Calédonie son stock de pomme de terre.
Le scorbut apparaît lorsque l'approvisionnement ne suit plus : lors de la ruée vers l'or en Californie à partir de 1848 (la traversée des Montagnes Rocheuses étant l'équivalent d'un long voyage en mer), lors de la guerre de Crimée, dans les camps de prisonniers (camp d'Andersonville) durant la guerre de Sécession, lors du siège de Paris (1870-1871). Des cas de scorbut sont survenus lors des premières expéditions vers l'Arctique.
L'amirauté française et son corps médical partagent également la vision infectieuse de la maladie au milieu du XIXe siècle,. Durant la guerre de Crimée où le scorbut touche gravement les marins et les soldats français, les médecins militaires français sont frappés par la faible prévalence de la maladie chez leurs compagnons d'armes britanniques. Le médecin militaire René Ernest Gallerand notamment, illustre très bien le changement de doctrine quant à la prévention et au traitement de la maladie. Si durant l'expédition en mer Blanche de 1854, il fait grand soin de l'aération, de l'hygiène et de l'alimentation à bord des navires de l'escadre française, il ne peut que constater l'avancement de la maladie. C'est lors de l'expédition de 1855 sur cette même mer qu'il découvre l'utilisation du "lime-juice" par son homologie britannique. En effet, le docteur Murray lui fait part de l'utilisation quotidienne de ce suc de citron par la Royal Navy. De ce fait, alors que l'escadre britannique subit les mêmes contraintes climatique et sanitaire que l'escadre française, elle ne déclare cependant aucun cas de scorbut. Le médecin de l'armée d'Orient Baudens de même que le docteur Quemar de l'expédition au Kamchatka font la même observation . Par la suite, Gallerand contribue à diffuser au sein de la communauté médicale française ainsi qu'à la sphère militaire, les vertus antiscorbutiques du jus de citron. Une commission est créée le 8 avril 1856 par la Marine afin d'étudier les vertus des fruits sur la prévention du scorbut. Par paliers, cette commission fit admettre en 1860, 1864 et enfin 1874 la nécessité de l'absorption journalière obligatoire par chaque marin français de 14 grammes de jus de citron additionné de 28 grammes de sucre et de 112 grammes d'eau, la recette élaborée par le docteur Gallerand en 1858. Cependant, en raison d'une mauvaise distribution du jus de citron au sein de la marine française, le scorbut va encore sévir quelques années. Ainsi en 1876, l'équipage du Dupleix subit encore une épidémie de scorbut.
Au début du XXe siècle, des cas de scorbut sont signalés lors de la Première Guerre mondiale, en particulier dans les troupes britanniques coloniales indiennes (campagne de Mésopotamie) ; ainsi que dans le nord de la Russie en 1919.
Pour la fin du XXe siècle et le XXIe siècle, voir la section Épidémiologie.

## Histoire des connaissances

### Théories historiques
Jusqu'à la découverte de la vitamine C (autour de 1930), les doctrines médicales ne sont d'aucune utilité, et souvent font même obstacle à la compréhension et au traitement effectif du scorbut.

#### Théorie humorale
En 1541, Jean Echthius (1515-1554?) publie son De Scorbuto... Il fait du scorbut une maladie de la rate qui n'élimine plus la bile noire, car il a lu dans Hippocrate des symptômes décrits comme tels, similaires à ceux du scorbut. La théorie humorale rend apparemment compte des faits, notamment que la maladie soit liée à des facteurs alimentaires, à des facteurs climatiques et psychologiques (« passions » selon les anciens). Le scorbut est ainsi attribué tout aussi bien à la viande séchée et salée, qu'à l'eau croupie, aux aléas climatiques traversés, ou encore à la mélancolie des longs voyages en mer.

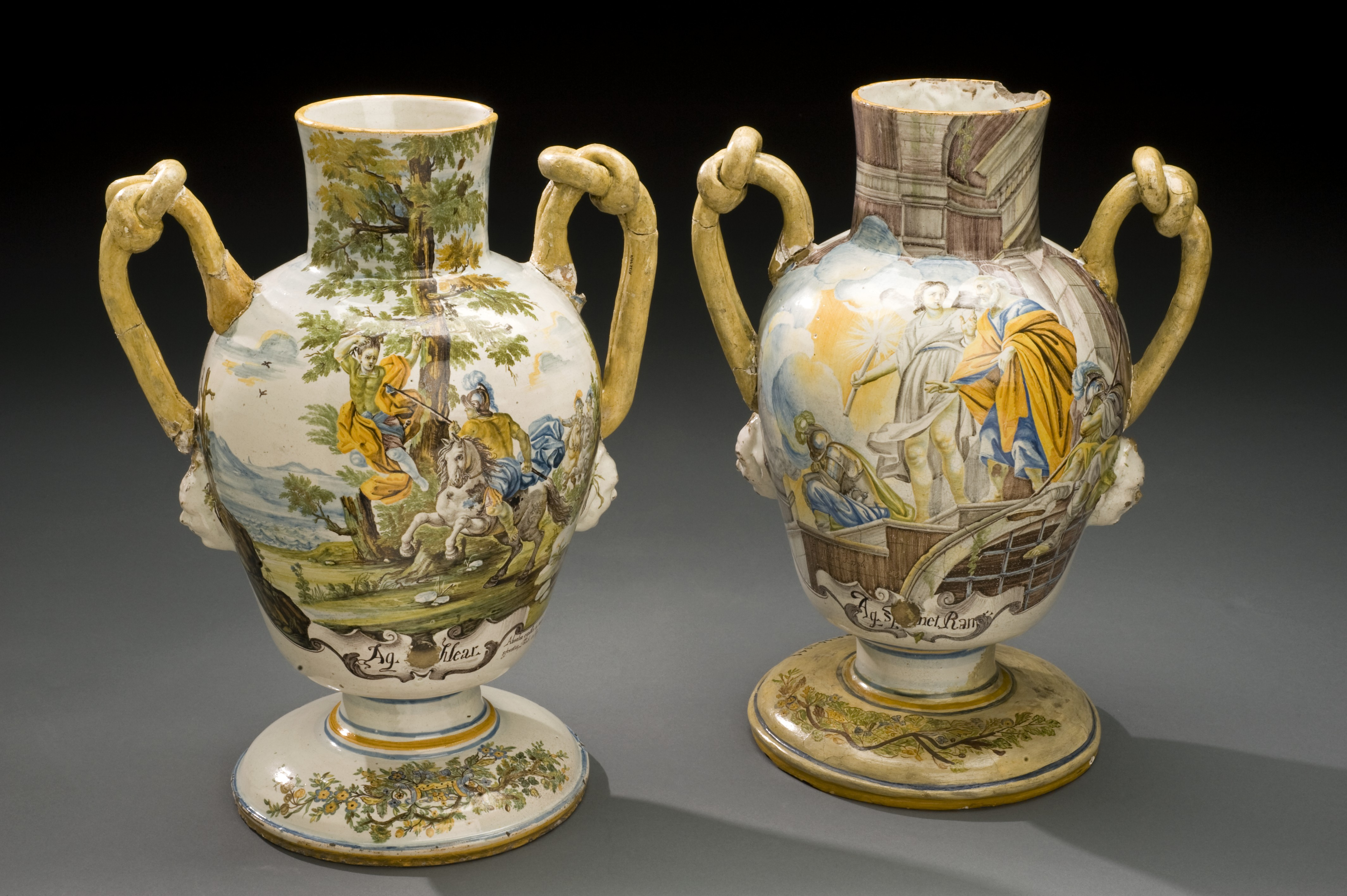
Jarres de pharmacie destinées à contenir des « herbes à scorbut », décorées de scènes bibliques, Naples, 1756.

Les fruits et légumes frais ne sont vus que comme des « antidotes », et non comme un apport de substance nécessaire. Aussi les fruits du genre citrus (agrumes) sont des produits comme beaucoup d'autres, dans les listes des remèdes contre le scorbut. Parmi les autres plantes, trois « herbes à scorbut » dominent : la cochléaire (Cochleara officinalis), la véronique (Veronica officinalis et V. beccabunga), et le cresson de fontaine (Nasturnium officinale).
Selon les données modernes, ces plantes, contiennent bien de la vitamine C, mais en trop faible quantité. Les médecins de l'époque distinguaient un « scorbut de mer », forme grave et complète (correspondant à une carence totale ou avitaminose en termes modernes), et un « scorbut de terre » de forme modérée (déficit partiel ou hypovitaminose).
La valeur effective du « trio antiscorbutique » est discutée par les historiens. Selon les uns, les « herbes à scorbut », données fraîches et en quantité suffisante, auraient pu améliorer le « scorbut de terre ». Pour d'autres, à l'exception des agrumes, le choix et l'utilisation d'autres plantes (XVIe et XVIIe siècles) relèvent plus d'une doctrine humorale que d'un constat empirique d'efficacité.

#### Théorie chimique
À la fin du XVIIe siècle, une médecine chimique tend à s'imposer. Le médecin Herman Boerhaave, figure dominante de son époque, attribue le scorbut aux produits conservés par le sel : viande et poisson séchés et fumés, noix et légumes secs, fromages secs, biscuit de mer (panis biscoctum). Il distingue alors deux types de scorbut : un scorbut « acide » à traiter par alcalins, et un scorbut « alcalin » à traiter par acide.
Il existe d'autres théories chimiques, comme celle qui fait du scorbut une maladie de la fermentation (la digestion et l'assimilation étant de l'ordre de la vinification) qui évolue vers une putréfaction. Cette théorie justifie l'utilisation de produits fermentés comme la choucroute (chou), le cidre, le malt... Les observations du capitaine James Cook paraissent confirmer cette théorie. Au Canada, les colons ont pu utiliser la bière d'épinette pour combattre le scorbut.
Là aussi, la valeur effective de ces remèdes (analyse des teneurs en vitamine C) est discutée, entre autres, sur les différences entre les produits modernes et ceux obtenus selon les procédés historiques de fabrication.

#### Théorie infectieuse
L'idée que le scorbut soit le résultat d'un déficit alimentaire est défendue par quelques auteurs comme George Budd (en) (1808-1882) dans les années 1840, et Robert Barnes (en) (1817-1907) en 1864 dans un rapport officiel sur le scorbut. Cependant la nature de ce déficit reste à définir : sels de potassium, alcalins alimentaires...
L'hypothèse carentielle reste très minoritaire, surtout après le remplacement du citron jaune (Citrus limon) par le citron vert (Citrus aurantiifolia) par l'Amirauté britannique dans les années 1850. Cette substitution, faite pour des raisons économiques, est suivie d'une recrudescence du scorbut dans la marine anglaise. Les raisons de ce manque d'efficacité sont restées incomprises,.
L'apparition de la microbiologie renforce l'idée de causalité positive du scorbut. Le scorbut est lié à la présence d'un agent nocif plutôt qu'à l'absence d'un facteur nécessaire. En 1874, l'Académie nationale de médecine rejette la théorie carentielle : le scorbut n'est pas plus provoqué par un manque de fruits frais, que le paludisme par un manque de quinine.
Des observations et expériences montrent d'ailleurs que l'on peut prévenir le scorbut par la viande fraîche avec peu ou pas de fruits (cas des Esquimaux). De même dans le Grand Nord, les premiers explorateurs ont dû adopter des habitudes alimentaires semblables (abandon de la viande séchée et salée et du pain, pour la viande et le poisson crus, avec leurs abats).
Joseph Lister, président de la Royal Medical Society, inventeur de l'antisepsie, considère que le scorbut est une maladie infectieuse. C'est le résultat d'une action chimique provenant de germes présents dans les aliments conservés (germes de putréfaction produisant des toxines dites « ptomaïnes »). Pour les partisans de cette théorie, les recherches doivent être menées à la lumière de celles de Louis Pasteur. Quant à l'action curative des jus de fruits frais, elle équivaudrait à l'action antibactérienne d'un bain de bouche (comme ceux utilisant de l'acide carbolique).
Le savoir médical moderne reconnaissant le scorbut comme une maladie carentielle débute au XXe siècle.

### Remèdes à base de plantes contre le scorbut
- Thuya occidental
- Oignon
- Choucroute
- Pomme de terre
- Capsicum (Paprika)
- Acérola (Cerise des Antilles)
- Rhizome de Typha/Massette

### Savoir moderne

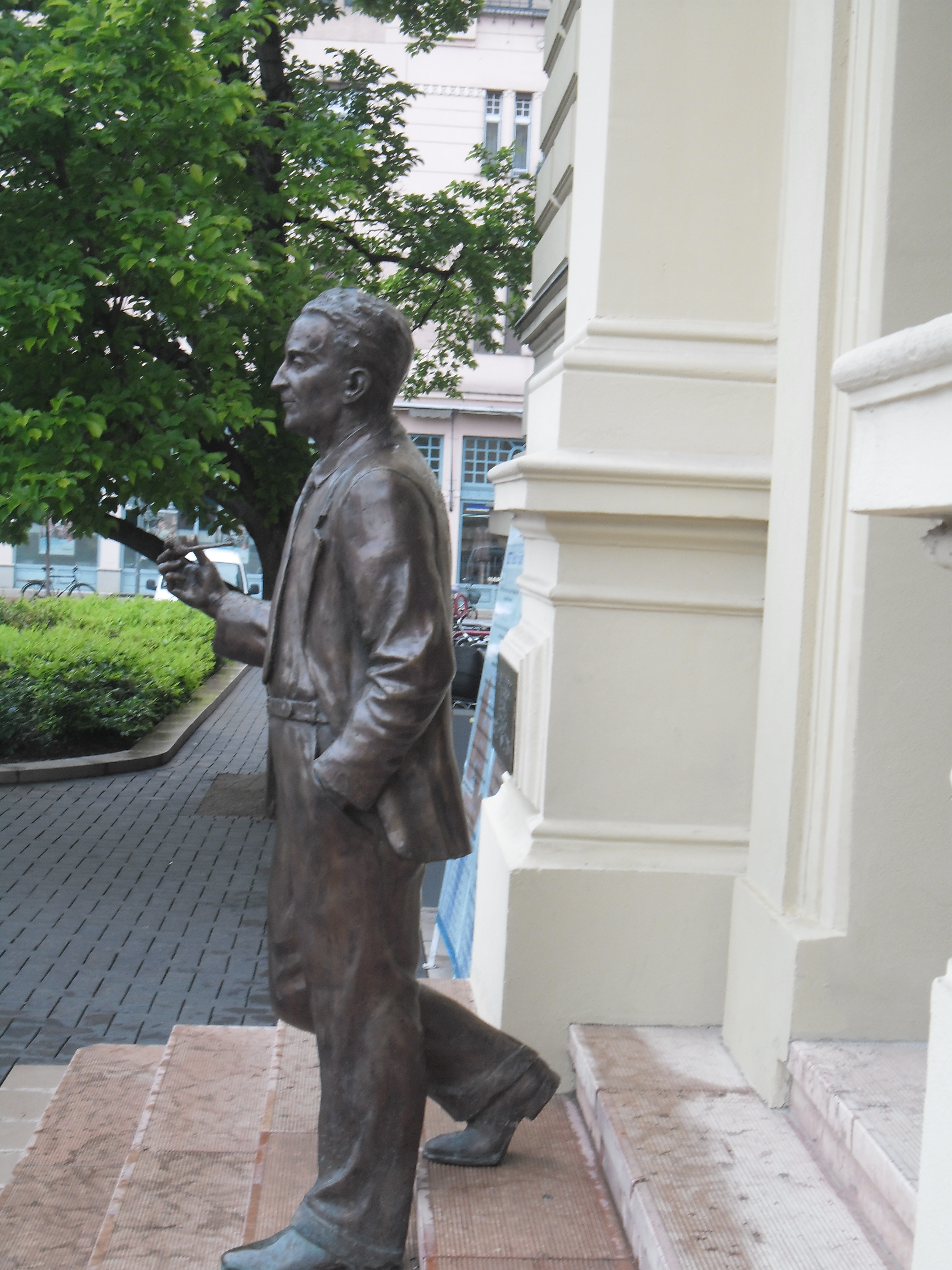
Statue de Szent-Györgyi à l'Université de Szeged (Hongrie).

De 1907 à 1913, Axel Holst (en) et de Theodor Frölich (de) montrent la possibilité d'un scorbut expérimental chez le cobaye, et son traitement par modification du régime alimentaire. Il s'agit d'une coïncidence, le cobaye étant aussi une des rares espèces de vertébrés qui ne produisent pas eux-mêmes leur vitamine C. Les chercheurs qui utilisaient des rats de laboratoire n'en pouvaient reproduire les résultats.
En 1911, Casimir Funck découvre un facteur contre le béribéri, qu'il appellera « vitamine ». En 1913, Elmer McCollum identifie un facteur « A » soluble dans les graisses, et un facteur « B » soluble dans l'eau, tous deux nécessaires à la croissance des rats de laboratoire. Les partisans de l'hypothèse carentielle du scorbut (s'opposant à l'hypothèse infectieuse) ont donc recherché un facteur « C », dont le déficit pourrait expliquer le scorbut.
Entre 1928 et 1932, le Hongrois Albert Szent-Györgyi (prix Nobel en 1937) isole « l'acide hexuronique » à partir du paprika, là aussi de façon fortuite car il cherchait alors une substance combinant l'oxygène capable d'empêcher l'apparition de taches brunes sur les fruits qui pourrissent. Durant la même période, Charles Glen King et W. A. Waugh isolent la vitamine C du citron et de l'orange et découvrent que « l'acide hexuronique » est la vitamine C.
En 1933, l'acide hexuronique est renommé « acide ascorbique » (abréviation de « antiscorbutique »). La même année, Walter Norman Haworth en établit la formule chimique. Toujours en 1933, de façon indépendante et simultanée, l'Anglais Haworth et le Suisse Tadeusz Reichstein réalisent la synthèse de la vitamine C.

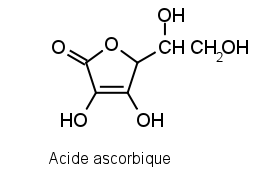
Composition chimique de l'acide ascorbique.